# Alberta iela
Alberta iela (em português:  Rua Alberto) é uma rua do centro de Riga, Letônia conhecida por seus edifícios art nouveau. Foi construída em 1901 e nomeada em homenagem ao Bispo Alberto, que fundou Riga em 1201.

## Descrição
Muitos dos prédios de apartamentos na rua foram projetados pelo arquiteto russo Mikhail Eisenstein, que foi particularmente ativo em Riga no início do século XX. Seu estilo arquitetônico usa elementos estruturais e decorativos do nacionalismo romântico comum no norte da Europa neste momento. Konstantīns Pēkšēns e Eižens Laube, professor e aluno respectivamente, também foram relevantes no desenho dos edifícios da rua. Outros autores dos edifícios de Alberta iela são os arquitetos bálticos e germano-bálticos Paul Mandelstamm, Hermann Hilbig e Heinrich Scheel.
Desde abril de 2009, a antiga residência de Pēkšēns no número 12 abriga o Museu do Modernismo em Riga. Na rua ou perto dela existem várias instituições de ensino superior: a Escola de Economia de Estocolmo, em Riga, a Escola de Direito de Riga e a Faculdade de Administração de Empresas. As embaixadas da Bélgica e da Irlanda também estão localizadas em Alberta iela.
Em 1997 a UNESCO tornou o centro histórico de Riga um Patrimônio da Humanidade. É nesta rua e na Elizabetes iela onde se encontram os exemplos mais notáveis do modernismo na capital letã.

## Nomes
A rua é nomeada em homenagem ao bispo Alberto de Buxhoeveden, que fundou a cidade em 1201. Em 1941, os soviéticos mudaram o nome para Friča Gaiļa iela, homenageando um militante comunista que morreu no logradouro, por suicídio ou assassinato, segundo diferentes versões. Durante a ocupação alemã, entre 1942 e 1944, a rua mudou de novo de nome, homenageando o pedagogo alemão Albert Woldemar Hollander ao converter-se em Holandera iela. Recuperou o nome de Friča Gaiļa iela durante toda a época soviética, antes de ser renomeada Alberta iela em 1990, após a independência da Letônia.

## Edifícios
Os edifícios mais importantes da rua são:
| Endereço        | Arquiteto(s)                       | Construção | Imagem |
| --------------- | ---------------------------------- | ---------- | ------ |
| Alberta iela 1  | Heinrich Scheel e Fridrihs Šefels  | 1901       |        |
| Alberta iela 2  | Mikhail Eisenstein                 | 1906       |        |
| Alberta iela 2a | Mikhail Eisenstein                 | 1906       |        |
| Alberta iela 4  | Mikhail Eisenstein                 | 1904       |        |
| Alberta iela 6  | Mikhail Eisenstein                 | 1903       |        |
| Alberta iela 7  | Hermann Otto Hilbig                | 1908       |        |
| Alberta iela 8  | Mikhail Eisenstein                 | 1903       |        |
| Alberta iela 9  | Konstantīns Pēkšēns                | 1901       |        |
| Alberta iela 11 | Eižens Laube                       | 1908       |        |
| Alberta iela 12 | Konstantīns Pēkšēns e Eižens Laube | 1903       |        |
| Alberta iela 13 | Mikhail Eisenstein                 | 1904       |        |